# پیر ویگنی
پیر ویگنی (انگلیسی: Pierre Vigny; ۲۵ مارس ۱۸۶۶ – ۲۲ نوامبر ۱۹۴۳) رزمی‌کار اهل فرانسه بود. او در زمینه های ساواته و کن فعالیت می‌کرد؛ او همچنین تغییرات گسترده‌ای در هنر رزمی کن ایجاد کرد تا برای دفاع شخصی مناسب شود.